# Insurrezione realista del 1799 nel Tolosano
L'Insurrezione realista del 1799 nel Tolosano o Insurrezione realista del 1799 nell'Alta Garonna oppose i realisti, sostenuti dalle truppe straniere, alle truppe repubblicane francesi. Questi avvenimenti si svolsero tra agosto e settembre del 1799.

## Sviluppi
Insorti realisti francesi piuttosto numerosi (circa quarantamila), ma molto mal armati, lanciarono un'insurrezione massiccia con lo scopo di conquistare Tolosa. Essi controllavano Colomiers e prevedevano di entrare in Tolosa da una porta secondaria.
Dopo i successi iniziali (battaglia di Carbonne), l'insurrezione esplode simultaneamente nella notte tra il 5 e il 6 agosto a Saint-Lys, Muret, Montgiscard, Lanta e Caraman.
La reazione repubblicana del generale Rigaud viene respinta a Castanet e Caraman. Nella notte tra il 9 e il 10 agosto altri insorti penetrarono da ovest di Tolosa in Blagnac, prima di tornare a Colomiers.
Dal suo castello di Terraqueuse, il conte Jules de Paolo tenne le città di Calmont, Lanta e Caraman. Nailloux, Montesquieu e Baziège, a sud-est di Tolosa, caddero così a loro volta nelle mani dei realisti.
Questi tuttavia dovettero ritirarsi di fronte alle truppe repubblicane provenienti da Albi, da Lavaur, da Castelnaudary e dall'Ariège.
Respinta da Pech-David, sulla Garonna, poi a l'Isle-Jourdain, l'armata realista fu costretta a ripiegare in direzione della Spagna per la Val d'Aran. Le riuscì un'imboscata al castello della Terrasse, presso Muret, ma fu infine schiacciata nella battaglia di Montréjeau.